# Gauliga Sachsen
La Gauliga Sachsen fue la liga de fútbol más importante de la región de Sajonia de 1933 a 1945 durante el gobierno de la Alemania Nazi.

## Historia
La liga fue creada en 1933 por orden de la Oficina Nazi de Deportes luego de que los nazis llegaran al poder en Alemania a causa del Tercer Reich para crear una nueva primera división de Alemania.
En su primera temporada la liga contó con la participación de 11 equipos en un formato de todos contra todos a visita recíproca donde el campeón clasificaba a la fase nacional de la Gauliga, mientras que los tres últimos lugares de la liga descendían de categoría. El formato de competencia se mantuvo hasta que llegó la Segunda Guerra Mundial en 1939, ya que a consecuencia de la guerra la liga fue dividida en dos grupos de seis equipos y los ganadores de cada grupo jugaban una final para definir al campeón.
Durante el periodo de guerra, el Dresdner SC se convirtió en la fuerza dominante del fútbol alemán, ganando dos títulos nacionales de liga y dos de copa, y el VfB Leipzig también se convirtió en campeón nacional de copa en una ocasión, y por ello la Gauliga Sachsen fue una de las ligas más fuertes de Alemania.
En la temporada 1940/41 regresó a su formato original con la diferencia de que participaban doce equipos, que se redujo a 10 para la temporada siguiente y así se mantuvo hasta 1944.
El inminente colapso de la Alemania Nazi en 1945 afectó seriamente a las Gauligas, provocando la que región se dividiera en siete zonas diferentes y el fútbol fue cancelado tras la llegada del Ejército Rojo a Sajonia.
Con el fin de la Alemania Nazi las Gauligas dejaron de existir luego de que la región pasara a manos de la Unión Soviética, la DDR-Oberliga pasó a ser la primera división de Alemania Oriental y la región pasó a ser parte de Alemania Oriental.
Virtualmente todos los equipos desaparecieron y fueron reemplazados por clubes controlados por el nuevo gobierno comunista y otros readoptaron sus nombres tras la reunificación alemana en 1990.

## Equipos Fundadores
Estos fueron los 11 equipos que participaron en la temporada inaugural en 1933/34:
| - Dresdner SC - VfB Leipzig - Polizei SV Chemnitz - SV Guts Muts Dresden | - Wacker Leipzig - VfB Glauchau - Plauener SuBC - Planitzer SC | - Chemnitzer BC - VFC Plauen - SpVgg Falkenstein |

## Lista de campeones
| Temporada | Campeón      | Finalista          |
| --------- | ------------ | ------------------ |
| 1933-34   | Dresdner SC  | VfB Leipzig        |
| 1934-35   | PSV Chemnitz | Dresdner SC        |
| 1935-36   | PSV Chemnitz | Dresdner SC        |
| 1936-37   | BC 01 Hartha | PSV Chemnitz       |
| 1937-38   | BC 01 Hartha | SV Fortuna Leipzig |
| 1938-39   | Dresdner SC  | VfB Leipzig        |
| 1939-40   | Dresdner SC  | Planitzer SC       |
| 1940-41   | Dresdner SC  | Planitzer SC       |
| 1941-42   | Planitzer SC | Dresdner SC        |
| 1942-43   | Dresdner SC  | Planitzer SC       |
| 1943-44   | Dresdner SC  | SG Zwickau         |

## Posiciones Finales 1933-44
| Club                 | 1934 | 1935 | 1936 | 1937 | 1938 | 1939 | 1940 | 1941 | 1942 | 1943 | 1944 |
| -------------------- | ---- | ---- | ---- | ---- | ---- | ---- | ---- | ---- | ---- | ---- | ---- |
| Dresdner SC          | 1    | 2    | 2    | 4    | 4    | 1    | 1    | 1    | 2    | 1    | 1    |
| VfB Leipzig          | 2    | 6    | 5    | 5    | 5    | 2    | 3    | 5    | 5    | 7    | 10   |
| PSV Chemnitz         | 3    | 1    | 1    | 2    | 3    | 5    | 3    | 3    | 4    | 9    |      |
| Guths Muts Dresden   | 4    | 4    | 4    | 8    | 8    | 8    | 6    |      | 10   |      |      |
| Wacker Leipzig       | 5    | 8    | 7    | 10   |      |      |      | 11   |      |      |      |
| VfB Glauchau         | 6    | 10   |      |      |      |      | 4    | 12   |      |      |      |
| SuBC Plauen          | 7    | 9    |      |      |      |      |      |      |      |      |      |
| SC Planitz           | 8    | 7    | 8    | 3    | 6    | 4    | 1    | 2    | 1    | 2    | 7    |
| Chemnitzer BC        | 9    |      |      |      |      |      | 2    | 6    | 3    | 4    | 4    |
| VFC Plauen           | 10   |      |      |      |      |      |      |      |      |      |      |
| SpVgg Falkenstein    | 11   |      |      |      |      |      |      |      |      |      |      |
| SV Fortuna Leipzig   |      | 3    | 3    | 7    | 2    | 6    | 2    | 8    | 7    | 6    | 9    |
| Sportfreunde Dresden |      | 5    | 9    |      |      | 7    | 5    | 10   |      |      |      |
| BC Hartha            |      |      | 6    | 1    | 1    | 3    | 4    | 9    |      | 3    | 3    |
| Dresdensia Dresden   |      |      | 10   |      |      |      |      |      |      |      |      |
| Tura Leipzig         |      |      |      | 6    | 7    | 10   | 5    | 7    | 9    |      | 8    |
| Riesaer SV 03        |      |      |      | 9    |      |      |      | 4    | 6    | 5    | 6    |
| SpVgg Leipzig        |      |      |      |      | 9    |      |      |      |      |      |      |
| SV Grüna             |      |      |      |      | 10   |      |      |      |      |      |      |
| Concordia Plauen     |      |      |      |      |      | 9    | 6    |      |      |      |      |
| SC Döbeln            |      |      |      |      |      |      |      |      | 8    | 8    | 5    |
| Sportlust Zittau     |      |      |      |      |      |      |      |      |      | 10   |      |
| SG Zwickau           |      |      |      |      |      |      |      |      |      |      | 2    |